# Olympische Sommerspiele 1960/Teilnehmer (Nigeria)
| Gelbes Symbol für Goldmedaillen mit stilisierten Olympischen Ringen | Graues Symbol für Silbermedaillen mit stilisierten Olympischen Ringen | Braundes Symbol für Bronzemedaillen mit stilisierten Olympischen Ringen |
| ------------------------------------------------------------------- | --------------------------------------------------------------------- | ----------------------------------------------------------------------- |
| —                                                                   | —                                                                     | —                                                                       |

Nigeria nahm an den Olympischen Sommerspielen 1960 in der italienischen Hauptstadt Rom mit einer Delegation von zwölf männlichen Sportlern an zwölf Wettbewerben in zwei Sportarten teil.
Jüngster Athlet war der Boxer Karimu Young (18 Jahre und 158 Tage), ältester Athlet war der Sprinter Jimmy Omagbemi (29 Jahre und 286 Tage). Es war die dritte Teilnahme an Olympischen Sommerspielen für das Land.

## Teilnehmer nach Sportarten

### Boxen
- Whitfield Moseley
  - Weltergewicht

Rang 17
Runde eins: Freilos
Runde zwei: Punktniederlage gegen Vasile Neagu aus Rumänien (0:5 Runden, 287:299 Punkte – 58:60, 58:60, 58:59, 57:60, 56:60)

- Joseph Oboh Kalu
  - Bantamgewicht

Rang 17
Runde eins: Freilos
Runde zwei: Punktniederlage gegen Alfonso Carbajo aus Spanien (0:5 Runden, 283:300 Punkte – 59:60, 55:60, 55:60, 57:60, 57:60)

- Joe Okezie
  - Federgewicht

Rang 17
Runde eins: Punktniederlage gegen Song Soon-chun aus Südkorea (2:3 Runden, 295:296 Punkte – 59:60, 60:58, 58:60, 59:60, 59:58)

- Karimu Young
  - Fliegengewicht

Rang neun
Runde eins: Freilos
Runde zwei: Punktniederlage gegen Adam McLean aus Irland (3:2 Runden, 296:292 Punkte – 59:58, 60:58, 59:59 (Runde verloren), 58:59, 60:58)
Runde drei: Niederlage nach Punkten gegen Kiyoshi Tanabe aus Japan (1:4 Runden, 286:295 Punkte – 56:60, 57:59, 57:59, 57:59, 59:58)

### Leichtathletik
4 × 100 Meter Staffel
- Ergebnisse
Runde eins: in Lauf zwei (Rang zwei) für das Halbfinale qualifiziert, 40,1 Sekunden (handgestoppt), 40,25 Sekunden (automatisch gestoppt)
Halbfinale: ausgeschieden in Lauf eins, 40,2 Sekunden (handgestoppt), 40,33 Sekunden (automatisch gestoppt), disqualifiziert
- Staffel
Smart Akraka
Abdul Amu
Adebayo Oladapo
Jimmy Omagbemi

Einzel
- Abdul Amu
  - 400 Meter Lauf

Runde eins: in Lauf acht (Rang eins) für das Viertelfinale qualifiziert, 46,8 Sekunden (handgestoppt), 46,93 Sekunden (automatisch gestoppt)
Viertelfinale: in Lauf vier (Rang drei) für das Halbfinale qualifiziert, 46,6 Sekunden (handgestoppt), 46,76 Sekunden (automatisch gestoppt)
Halbfinale: ausgeschieden in Lauf zwei (Rang vier), 46,6 Sekunden (handgestoppt), 46,74 Sekunden (automatisch gestoppt)

- Samuel Igun
  - Dreisprung

Qualifikationsrunde: Gruppe A, 14,74 Meter, Rang zehn, Gesamtrang 29, nicht für das Finale qualifiziert
Versuch eins: 14,74 Meter
Versuch zwei: 14,52 Meter
Versuch drei: 14,26 Meter

- - Hochsprung

Qualifikationsrunde: 1,90 Meter, Rang 28, nicht für das Finale qualifiziert
1,90 Meter: gültig, ohne Fehlversuch
1,95 Meter: ungültig, drei Fehlversuch

- Owen Okundaye
  - Stabhochsprung

Qualifikationsrunde: ohne gültigen Versuch ausgeschieden
3,80 Meter: ausgelassen
4,00 Meter: ungültig, drei Fehlversuche

- John Oladipo Oladitan
  - Weitsprung

Qualifikationsrunde: Gruppe B, 7,38 Meter, Rang vier, Gesamtrang 15, nicht für das Finale qualifiziert
Versuch eins: 7,33 Meter
Versuch zwei: 7,29 Meter
Versuch drei: 7,38 Meter

- Saka Oloko
  - 110 Meter Hürden

Runde eins: ausgeschieden in Lauf drei (Rang fünf), 14,9 Sekunden (handgestoppt), 15,04 Sekunden (automatisch gestoppt)

- Jimmy Omagbemi
  - 200 Meter Lauf

Runde eins: ausgeschieden in Lauf eins (Rang drei), 26,2 Sekunden (handgestoppt), 26,40 Sekunden (automatisch gestoppt)